# Kerékgráf
A matematika, azon belül a gráfelmélet területén egy kerékgráf (wheel graph) olyan gráf, amit egy körgráf univerzális csúccsal való bővítésével kapunk. Az n csúcsú kerékgráf tekinthető az (n−1)-szögű gúla 1-vázának is. Egyes szerzők Wn-nel jelölik az n csúcsú (n ≥ 4) kerékgráfokat; más szerzők viszont az n „küllőjű”, azaz n+1 csúcsú (n ≥ 3) kerékgráfot jelölik Wn-nel. Ebben a szócikkben a két jelölés közül az elsőt használjuk.

## Konstrukció
Az {1,2,3,…,v} csúcshalmazt tekintve a kerékgráf élhalmaza a következő felsorolással adható meg: {{1,2},{1,3},…,{1,v},{2,3},{3,4},…,{v-1,v},{v,2}}.

## Tulajdonságai
A kerékgráfok síkgráfok, továbbá Halin-gráfok. Önduálisak: bármely kerékgráf duálisa egy vele izomorf gráf. Minden maximális síkgráf részgráfként tartalmazza vagy a W5, vagy a W6 kerékgráfot; a K4 = W4 esettől eltekintve.
A kerékgráf mindig tartalmaz Hamilton-kört, továbbá a Wn-ben pontosan {\displaystyle n^{2}-3n+3} kör található (A002061 sorozat az OEIS-ben).
| A W4 kerékgráf 7 köre. |

Páratlan n-ekre a Wn perfekt gráf, kromatikus száma 3: a kör szélén lévő csúcsok váltakozva két színnel színezhetők, a közepének pedig egy harmadik színt kell adni. Páros n-ekre a Wn kromatikus száma 4, és (ha n ≥ 6) nem perfekt. A W7 az egyetlen kerékgráf, ami az euklideszi síkon egységtávolsággráf.
A Wn kerékgráf kromatikus polinomja:
A matroidok elméletében a „kerékmatroidok” (wheel matroids) és az „örvénymatroidok” (whirl matroids) két különösen fontos matroidosztályt alkotnak – mindkettő a kerékgráfokból származik. A k-kerék matroid a Wk+1 kerék grafikus matroidja, míg a k-örvény matroid a k-kerékből származik, ha a kerék külső körét és annak összes feszítőfáját függetlennek tekintjük.
A W6 kerékgráf Erdős Pál egy Ramsey-elméleti sejtésére szolgáltatott ellenpéldát: Erdős úgy sejtette, hogy az azonos kromatikus számú gráfok közül a teljes gráfnak legkisebb a Ramsey-száma, de Faudree és McKay (1993) megmutatták, hogy a W6 Ramsey-száma 17, míg a vele azonos kromatikus számú K4 teljes gráf Ramsey-száma 18. Tehát bármely 17 csúcsú G gráf esetében vagy G-nek vagy a komplementerének tartalmaznia kell a W6-t részgráfként, míg például sem a 17 csúcsú Paley-gráf, sem a komplementere nem tartalmaz K4-et.

## Fordítás
- Ez a szócikk részben vagy egészben a Wheel graph című angol Wikipédia-szócikk ezen változatának fordításán alapul.  Az eredeti cikk szerkesztőit annak laptörténete sorolja fel. Ez a jelzés csupán a megfogalmazás eredetét és a szerzői jogokat jelzi, nem szolgál a cikkben szereplő információk forrásmegjelöléseként.